# Paula Shaw
Paula Shaw (Nova Iorque, 17 de julho de 1941) é uma atriz norte-americana de televisão, cinema e teatro.

## Vida e carreira
Shaw cresceu no Bronx, Nova Iorque, e começou a atuar aos quinze anos quando frequentou, na Universidade de Nova Iorque, uma escola cênica exclusivamente para homens que procurava atrizes para seus papéis femininos. Ela recebeu uma bolsa de estudo integrais para o Bard College, onde se especializou em teatro e interpretou papéis clássicos durante quatro anos. Começou sua carreira profissional no teatro de revista off-Broadway, substituiu Candy Darling em várias produções e contracenou com Robert De Niro. Tem inúmeros créditos na Broadway, os quais incluem muitos papéis principais, e também coproduziu algumas peças.
Iniciou sua carreira no cinema e na televisão na década de 1970, desempenhando papéis em vários filmes, sitcoms, telefilmes e episódios. Em 1971 tornou-se membro vitalício do Actors Studio, onde continuou a atuar e escrever. Posteriormente, passou a ministrar oficinas e workshops de atuação em organizações como o Esalen Institute, na Califórnia. Em 1982 mudou-se para Vancouver, Canadá, onde também trabalhou em produções cinematográficas e televisivas, obtendo em 2004 a cidadania canadense. Entre seus trabalhos, estão participações em episódios de séries como Barney Miller e Mr. Young, na qual apareceu como uma personagem recorrente, e o papel de Pamela Voorhees em Freddy vs. Jason (2003).

## Filmografia

### Cinema
| Ano  | Título                              | Papel                 | Notas                | Ref.  |
| ---- | ----------------------------------- | --------------------- | -------------------- | ----- |
| 1969 | Freiheit für die Liebe              |                       | Documentário         | [ 5 ] |
| 1969 | To Hex with Sex                     | Lucibel               |                      | [ 6 ] |
| 1973 | The Roommates                       | Ex-namorada de Socks  |                      | [ 7 ] |
| 1974 | The Centerfold Girls                | Sra. Walker           |                      | [ 6 ] |
| 1977 | Chatterbox!                         | Policial              |                      | [ 6 ] |
| 1977 | Herowork                            | Mulher no conversível |                      | [ 6 ] |
| 1979 | ...And Your Name Is Jonah           | Ann                   |                      | [ 8 ] |
| 1982 | The Best Little Whorehouse in Texas | Wulla Jean            |                      | [ 6 ] |
| 1984 | Savage Streets                      | Charlene              |                      | [ 6 ] |
| 1985 | Witchfire                           | Enfermeira Hemmings   |                      | [ 8 ] |
| 1986 | Say Yes                             | Repórter              |                      | [ 6 ] |
| 1989 | Communion                           | Mulher do apartamento |                      | [ 6 ] |
| 1992 | Shame                               | Sra. Rudolph          |                      | [ 8 ] |
| 1998 | Merchants of Venus                  | Dolores               |                      | [ 7 ] |
| 2000 | Reindeer Games                      | Tia Lisbeth           |                      | [ 5 ] |
| 2002 | Insomnia                            | Legista               |                      | [ 5 ] |
| 2002 | We'll Meet Again                    | Edna Barry            |                      | [ 7 ] |
| 2003 | Freddy vs. Jason                    | Pamela Voorhees       |                      | [ 5 ] |
| 2003 | Night Creep                         | Dra. Wayborn          | Diretamente em vídeo | [ 7 ] |
| 2005 | Killer Bash                         | Janine Gordon         |                      | [ 8 ] |
| 2005 | Home for the Holidays               | Carol Parker          |                      | [ 8 ] |
| 2005 | Chupacabra Terror                   | Sra. Hartman          | Diretamente em vídeo | [ 7 ] |
| 2012 | Hitched for the Holidays            | Theresa Scotti        |                      | [ 8 ] |
| 2017 | Destination Wedding                 | Vovó Goldie           |                      | [ 8 ] |
| 2019 | Fall Back Down                      | Sra. Simmons          |                      | [ 7 ] |
| 2020 | Elsewhere                           | Dora                  |                      | [ 8 ] |

### Televisão
| Ano  | Título                      | Papel              | Notas                           | Ref.  |
| ---- | --------------------------- | ------------------ | ------------------------------- | ----- |
| 1972 | Ironside                    | Enfermeira         | Episódio: "Riddle Me Death"     | [ 9 ] |
| 1974 | The Bob Newhart Show        | Tammy Ziegler      | Episódio: "Serve for Daylight"  | [ 9 ] |
| 1977 | Little House on the Prairie | Angela             | Episódio: "Times of Change"     | [ 9 ] |
| 1977 | Barney Miller               | Polly              | Episódio: "Bugs"                | [ 9 ] |
| 1981 | Three's Company             | Ruth               | Episódio: "Janet's Secret"      | [ 9 ] |
| 1986 | When the Bough Breaks       | Juíza              | Telefilme                       | [ 8 ] |
| 1988 | Wiseguy                     | Rose               | Episódio: "Aria for Don Aiuppo" | [ 1 ] |
| 1992 | Fatal Memories              | Leah               | Telefilme                       | [ 8 ] |
| 1993 | A Stranger in the Mirror    | Sra. Czinski       | Telefilme                       | [ 5 ] |
| 1994 | The Commish                 | Laverne Botticelli | Episódio: "A Christmas Story"   | [ 1 ] |
| 1995 | The X-Files                 | Enfermeira         | Episódio: "The Walk"            | [ 1 ] |
| 2000 | Deadlocked                  |                    | Telefilme                       | [ 5 ] |
| 2001 | Off Season                  | Editora chefe      | Telefilme                       | [ 8 ] |
| 2004 | The Ranch                   | Yetta              | Telefilme                       | [ 8 ] |
| 2006 | Ties That Bind              | Sra. Vega          | Telefilme                       | [ 5 ] |
| 2013 | Mr. Young                   | Sra. Byrne         | Papel recorrente                | [ 4 ] |
| 2015 | Cedar Cove                  | Charlotte          | Papel recorrente                | [ 4 ] |
| 2017 | Coming Home for Christmas   | Pippa Marley       | Telefilme                       | [ 1 ] |
| 2019 | Picture a Perfect Christmas | Louise Griffith    | Telefilme                       | [ 1 ] |
| 2020 | Five Star Christmas         | Margo Ralston      | Telefilme                       | [ 1 ] |
| 2021 | It Was Always You           | Vovó Vivian        | Telefilme                       | [ 1 ] |